# Batalla d'Auneau
La batalla d'Auneau fou un enfrontament armat durant les guerres de religió de França, que, el 24 de novembre de 1587 oposà al voltant del poble d'Auneau l'exèrcit reial francès comandat pel duc de Guisa a un conjunt de mercenaris alemanys i suïssos contractats pels protestants i comandants per Fabià de Dohna.
Després de la derrota de Vimory, els reitres mercenaris intenten travessar el Loira i unir-se a l'exèrcit d'Enric IV, cap al sud-oest. En la seva ruta, les tropes acampen al poble d'Auneau. Com que el castell de la vila està ocupat per una petita guarnició catòlica, els mercenaris es reparteixen pel poble i els seus voltants.
Les tropes catòliques que els encalçaven des de Vimory, comandades pel duc de Guisa, aprofiten la nit per travessar els boscos propers al poble i ocupar posicions dins del recinte del castell. Amb un patró semblant al de la batalla anterior a Vimory, els protestants són sorpresos en el seu campament i a l'alba les tropes catòliques els derroten clarament. Uns mil mercenaris protestants són morts i cinc-cents més fets presoners; en paraules de Philippe Hurault, comte de Cheverny:
| « | (francès) ... et furent les reistres bien estonnez... | (català) ... i els reistres van quedar ben sorpresos... | » |